# Гранде Роман, Иоанн
Святой Иоанн (Хуан) Гранде Роман (исп. Juan Grande Román, 6 марта 1546[…], Кармона, Андалусия — 3 июня 1600[…], Херес-де-ла-Фронтера) — испанский католический монах из ордена бонифратров.
Канонизирован папой Иоанном Павлом II в 1996 году.

## Биография
Родился 6 марта 1546 года в Кармоне в семье Кристобаля Гранде и Изабеллы Роман. Его отец умер, когда ему было одиннадцать. Пел в церковном хоре с семи до двенадцати лет в рамках католического образования, в Севилье изучал ремесло ткача и суконщика. Вернулся домой, но работа по профессии вызвала глубокий душевный кризис у семнадцатилетнего Романа.
Покинув свой дом, Роман отправился в пристанище отшельников св. Евлалии в Марчене, где провёл некоторое время, пытаясь осознать своё призвание в жизни. он принял решение посвятить себя Богу и принял имя Иоанн Грешник (исп. Juan Pecador). Он стал заботился о пожилой паре, помогал по хозяйству, просил для них милостыню и понял, что его призвание состоит в том, чтобы посвятить себя нуждающимся. Роман переехал в Кадис в возрасте девятнадцати лет, где стал лично ухаживать за бедными, больными и заключёнными в тюрьме. Чтобы помочь им, он просил милостыню по всему городу. В то же время он часто посещал францисканскую церковь и советовался с одним из священников.
В начале 1574 года в Хересе разразилась эпидемия, и Роман отправился туда, пытаясь помочь всем жертвам болезни. Он открыл собственную больницу и посвятил её Пресвятой Деве Марии. В тот же год он присоединился к ордену бонифратров, основанному Иоанном Божьим в Гранаде. Он ввёл в своей больнице «Устав Иоанна Божия» и призывал всех ему следовать. Кардинал-архиепископ Севильи Родриго де Кастро Осорио возложил на него миссию по сокращению числа госпиталей. Несмотря на большие трудности, Роман исполнил это поручение.
Роман отдал все силы на помощь жертвам чумы, поразившей Херес. Он сам заразился и умер 3 июня 1600 года в возрасте 54 лет.

## Почитание
Процесс канонизации начался в Севилье 4 октября 1667 года при папе Клименте IX, который присвоил ему титул слуги Божьего. Папа Пий VI подтвердил, что он прожил жизнь в героической добродетели, и 3 мая 1775 года провозгласил его досточтимым.
Папа Пий IX председательствовал на его беатификации 13 ноября 1858 года после того, как были одобрены два чуда, приписываемые его заступничеству. После подтверждения третьего чуда, произошедшего в Кракове, папа Иоанн Павел II причислил Романа к лику святых 2 июня 1996 года.
День памяти — 3 июня.